# Linval Dixon
Linval Dixon (Old Harbour, 14 settembre 1971) è un ex calciatore giamaicano, di ruolo difensore.